# میتسوکو اوچیدا
بانو میتسوکو اوچیدا (به لاتین: Mitsuko Uchida) (زادهٔ ۲۰ دسامبر ۱۹۴۸) موسیقی‌دان، نوازندهٔ پیانو و رهبر ارکستر ژاپنی‌الاصل اهل انگلستان است. او در ژاپن به دنیا آمد و بعدها تابعیت بریتانیا را گرفت. اوچیدا به‌ویژه به‌خاطر تفسیر و تأویل‌های درخشان هنری‌اش از آثار پیانوییِ ولفگانگ آمادئوس موتسارت و فرانتس شوبرت شهرت دارد.
او با بسیاری از ارکسترهای برجسته جهان همکاری داشته، رپرتواری گسترده را با چندین شرکت ضبط کرده، جوایز و افتخارات متعددی کسب کرده است — از جمله عنوان بانوی فرمانده والا مقام امپراتوری بریتانیا (DBE) در سال ۲۰۰۹. او همچنین با جاناتان بیس، مدیر هنری مشترک مدرسه و فستیوال موسیقی مارلبورو است. افزون بر این، اوچیدا رهبری چندین ارکستر بزرگ بین‌المللی را نیز بر عهده داشته است.

## زندگی‌نامهٔ مختصر
میتسوکو اوچیدا در آتامی، شهری ساحلی نزدیک توکیو در ژاپن، به دنیا آمد. وقتی ۱۲ ساله بود، همراه با والدینش که از دیپلمات‌های ژاپنی بودند، به وین اتریش نقل مکان کرد؛ این مهاجرت به‌دنبال انتصاب پدرش به‌عنوان سفیر ژاپن در اتریش انجام شد. او کوچک‌ترین فرزند در میان سه خواهر و برادر است.
اوچیدا در دانشگاه موسیقی و هنرهای نمایشی وین ثبت‌نام کرد و نزد ریچارد هاوزر آموزش دید و بعدها شاگرد ویلهلم کمپف و اشتفان آسکنازه شد.  نخستین رسیتال خود در وین را در سن ۱۴ سالگی در «تالار موسیقی انجمن موسیقی» اجرا کرد. او همچنین نزد ماریا کورچیو، آخرین و محبوب‌ترین شاگرد آرتور اشنابل تحصیل کرد. پس از آنکه پدرش پس از پنج سال به ژاپن بازگشت، اوچیدا در وین ماند تا تحصیل خود را ادامه دهد.
در سال ۱۹۶۸، او موفق به کسب مقام دهم در مسابقه موسیقی ملکه الیزابت شد و در مرحله نهایی آثاری از بتهوون، دبوسی و گاستون برنتا را اجرا کرد. در سال ۱۹۶۹، برنده جایزه اول مسابقه بین‌المللی پیانوی بتهوون در وین شد و در سال ۱۹۷۰ نیز جایزه دوم هشتمین دوره مسابقه بین‌المللی پیانوی شوپن را از آن خود کرد. در سال ۱۹۷۵، اوچیدا جایزه دوم مسابقه پیانوی لیدز را نیز به دست آورد.